# Ripostiglio della Venera
Il cosiddetto ripostiglio della Venera è costituito da una ingente quantità di monete romane rinvenuta casualmente durante dei lavori effettuati a Venera, una località sita nel comune di Sanguinetto (provincia di Verona) al confine col comune di  Casaleone: la località è situata nei pressi della Strada statale 10 e all'epoca romana vi sarebbe stata una villa rustica  facente funzioni di residenza padronale . Il tesoro, risalente al 250-300 d.C., è stato ritrovato nella seconda metà del dicembre 1876 in quello che viene chiamato il "ripostiglio della Venera" ( non deve essere confuso con quello, anch'esso costituito di monete romane, trovato nel 1888 nel "ripostiglio di Sustinenza" situato nel comune di Casaleone ). Luigi Adriano Milani che studiò il tesoro valutò in oltre 50.000 le monete ritrovate delle quali almeno alcune migliaia sarebbero entrate in possesso di ignoti, le monete recuperate pesavano complessivamente oltre 150 kg . Le monete e gli altri oggetti ritrovati sono attualmente conservati presso il Museo civico di Verona .